# Sachau (Gardelegen)
Sachau ist ein Ortsteil der gleichnamigen Ortschaft der Hansestadt Gardelegen im Altmarkkreis Salzwedel in Sachsen-Anhalt.

## Geografie

### Lage
Sachau, ein Dorf mit Kirche, liegt etwa elf Kilometer nördlich von Calvörde in der Altmark zwischen der Colbitz-Letzlinger Heide und dem Naturpark Drömling. Der Grenzgraben Sachau und der Moorgraben Dachau fließen im Norden des Dorfes und münden westlich des Dorfes in die Sichauer Beeke. Die Gardelegener Altstadt befindet sich etwa zehn Kilometer nordöstlich.
Nachbarorte sind Mieste im Westen, Wernitz im Nordwesten, Solpke im Norden, Jerchel im Osten sowie Jeseritz im Südosten von Sachau.

### Ortschaftsgliederung
Die beiden offiziellen Wohnplätze des Ortsteils Sachau sind die Kolonie Breiteiche I im Westen und Kämeritz im Süden. Auf der Top50-Karte von 2003 ist südöstlich der damaligen Kolonie Kämeritz ein Wohnplatz namens Jerchel verzeichnet. Der Wohnplatz Waldstern liegt direkt nördlich von Kämeritz.

## Geschichte

### Mittelalter bis Neuzeit
Sachau wurde 1472 erstmals als dat wuste dorp Sachou erwähnt, als Kurfürst Albrecht von Brandenburg Werner und Gebhard von Alvensleben mit Schloss und Vogtei Gardelegen belieh, es war nicht besiedelt, also eine Wüstung. 1506 wird Sachou im Verpfändungskonsens des halben Schlosses Gardelegen genannt.
Sachau war ursprünglich ein Rundplatzdorf. Aus alten Karten ergibt sich, dass das Dorf im 16. Jahrhundert auf dem ursprünglichen Grundriss wiedererrichtet wurde.
Ab 1930 war ostsüdöstlich des Dorfes ein Notlandeplatz (Flugplatz) errichtet worden. Den Anstoß dazu gab der Bauer und Landwirt Ewald Knacke aus Sachau. Es entstand eine Flugleitung, im Wald wurden Unterkünfte errichtet. Ebenso gab es eine Feuerwehr, ein Kino und einen Theaterraum. Im angrenzenden Waldgelände waren die Flugzeugstellplätze errichtet worden. Heute wird das Gelände wieder landwirtschaftlich genutzt.

### Herkunft des Ortsnamens
Franz Mertens leitet den Namen 1506 Sachou ab vom wendischen Wort „zachow“ für „Schlupfwinkel“.

### Archäologie
Im Jahre 1935 wurde der Fund eines Feuersteindolches bei Sachau im Kreis Gardelegen beschrieben: Er ist von gelbbrauner Farbe, 17 Zentimeter lang, der Griff rückseitig flach, im Durchschnitt ein niederes gleichseitiges Dreieck bildend und der Mittelgrat gekröselt. Sein Verbleib wurde nicht überliefert.

### Eingemeindungen
Am 1. Juli 1936 wurde die Kolonie Kämeritz aus der Gemeinde Sylpke in die Gemeinde Sachau eingegliedert.
Sachau wurde am 1. Januar 2011 gemäß einem Landtagsbeschluss per Landesgesetz in die Hansestadt Gardelegen eingemeindet. Die ehemalige Gemeinde war ein Mitglied in der Verwaltungsgemeinschaft Südliche Altmark.

### Einwohnerentwicklung
| Jahr | Einwohner |
| ---- | --------- |
| 1734 | 101       |
| 1774 | 130       |
| 1789 | 156       |
| 1798 | 164       |
| 1801 | 163       |
| 1818 | 127       |

| Jahr | Einwohner |
| ---- | --------- |
| 1840 | 248       |
| 1864 | 295       |
| 1871 | 286       |
| 1885 | 237       |
| 1895 | 233       |
| 1905 | 224       |

| Jahr | Einwohner |
| ---- | --------- |
| 1925 | 324       |
| 1939 | 324       |
| 1946 | 499       |
| 1964 | 334       |
| 1971 | 274       |
| 1981 | 194       |

| Jahr | Einwohner |
| ---- | --------- |
| 1993 | 148       |
| 2006 | 154       |
| 2012 | [00]153   |
| 2016 | 125       |
| 2017 | 120       |
| 2021 | [0]123    |
| 2022 | [0]125    |

Quelle, wenn nicht angegeben, bis 2006:

## Religionen
Die evangelischen Christen aus Sachau sind in die Kirchengemeinde Sachau eingepfarrt, die anfangs zur Pfarrei Berge gehörte. 1910 kam sie zu neu errichteten Pfarrei Solpke. Die Kirchengemeinde wurde 2002 mit anderen Gemeinden zur Kirchengemeinde Solpke zusammengeschlossen, die beute betreut wird vom Pfarrbereich Letzlingen im  Kirchenkreis Salzwedel im Propstsprengel Stendal-Magdeburg der Evangelischen Kirche in Mitteldeutschland. Die ältesten überlieferten Kirchenbücher für Berge stammen aus dem Jahre 1815.
Die katholischen Christen gehören zur Pfarrei St. Hildegard in Gardelegen im Dekanat Stendal im Bistum Magdeburg.

## Politik

### Bürgermeister
Ortsbürgermeisterin der Ortschaft Sachau ist Kirsten Trittel. Die letzte Bürgermeisterin der ehemals selbstständigen Gemeinde Sachau war Viola Mewes. 

### Ortschaftsrat
Bei der Ortschaftsratswahl am 26. Mai 2019 gewann die „Wählergemeinschaft Sachau und Kolonien“ alle 5 Sitze. Gewählt wurden aber nur 2 Ortschaftsrätinnen und 2 Räte, da nur diese sich zur Wahl gestellt hatten.

## Kultur und Sehenswürdigkeiten
- Die evangelische Dorfkirche Sachau, ein kleiner Saalbau in rotem Sandstein aus den Jahren 1953/54,[22] ist der letzte protestantische Sakralbau der Altmark.[23] Der Vorgängerbau war eine Fachwerkkirche, die im 18. Jahrhundert erbaut worden war.[24] Aus ihm stammt ein mittelalterlicher Taufstein in Kelchform mit Inschrift aus dem Jahre 1619[22] und die Bronzeglocke aus dem Jahre 1670 von Jacob Wenzel.[25]
- Am Dorfplatz steht unter einer Eiche ein Ehrenmal für Gefallene des Ersten Weltkrieges.[26]

## Sage aus Sachau – Der Werwolf
Philipp Wegener überlieferte 1880 eine Sage über ein Mädchen aus Mieste, das einen Mann aus Sachrau heiratete, von dem die Leute sagten, er könnte sich durch das Umlegen eines Riemens in einen Werwolf verwandeln. Sie machte ihm Vorhaltungen darüber. Er bestritt das nicht und wollte es ihr vormachen, sie dürfe ihn aber nicht beim Namen rufen. Es legte den Riemen um und verwandelte sich in einen Wolf. Die Frau aber rief vor Schreck seinen Namen und so musste er fünf Jahre ein Wolf bleiben und verließ das Haus. Die Frau aber verheiratete sich neu. Als die fünf Jahre vorüber waren, schleppte er sich auf den Hof und starb.